# Ravine Rozette
Die Ravine Rozette (dt.: Schlucht Rozette, auch: Vieux Fort River) ist ein Fluss auf der Karibikinsel St. Lucia.

## Geographie
Der Fluss entspringt im Hochland im Norden des südlichsten Quarters Vieux Fort und verläuft in südlicher Richtung. Er verläuft durch das Gebiet La Ressource und La Tourney und mündete ursprünglich direkt am Ortskern von Vieux Fort als südlichster Fluss St. Lucias in der nach Westen geöffneten Vieux Fort Bay in den Atlantik. Für den Flughafen Hewanorra International wurde er entlang der Landebahn weiter nach Westen verlegt.
Die benachbarten Flüsse sind Canelles im Nordosten und der Ravine Languedoc im Westen.